# نمود ناقص
یکی از مقادیر مشخصه نمود است که به عنصری در جمله نسبت داده می‌شود، زمانی که معنای انتخاب‌شده برای جمله نشان‌دهنده این باشد که رویداد مورد بحث از درون و در چارچوب مرزهای زمانی خودش نگریسته می‌شود؛ نمود ناقص به طور اساسی با ساختار زمانی درونی رویداد سروکار دارد [Comrie 1976: 16ff].
معمولاً برای اینکه یک مقدار نمودی به عنوان ناقص برچسب‌گذاری شود، معنای نمودی باید دست‌کم دیدگاه ناقص را بیان کند، هرچند ممکن است معانی زمانی، نمودی یا وجهی دیگر یا تمایزهای کنشی نیز بیان شوند.
معنای نمودی ناقص را می‌توان به دو نوع تقسیم کرد: معنای عادتی و معنای استمراری. این دو معنای نمودی ممکن است به صورت نمودهای جداگانه دستوری شوند یا نشوند.  [Kibort 2008c: 7]